# Gorkijparken (film)

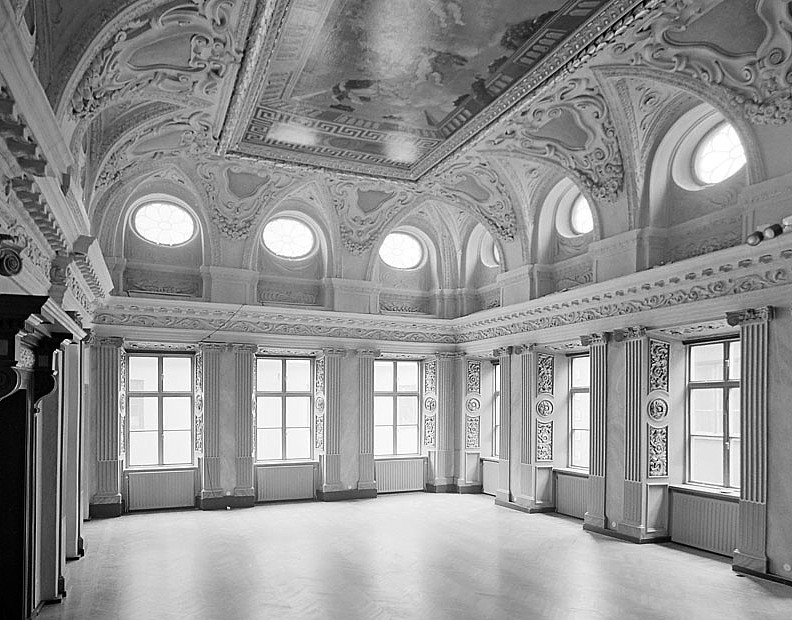
Schönfeldtska praktsalen blev till KGB:s vackra kontor.

Gorkijparken, eller Brottsplats Gorkijparken (engelska: Gorky Park), är en amerikansk thrillerfilm från 1983 baserad på romanen med samma namn skriven av Martin Cruz Smith. Den regisserades av Michael Apted. 
Joanna Pacuła nominerades till en Golden Globe Award för bästa kvinnliga biroll för sin medverkan i filmen. Michael Elphick blev nominerad till en BAFTA Award för bästa manliga biroll.

## Handling
I Gorkijparken i Moskva hittas en vinterdag tre stelfrusna lik under snön. Det rör sig om tre personer som skjutits och sedan fått ansikte och fingertoppar bortskurna för att identifieringen ska försvåras. Kommissarie Arkady Renko (William Hurt) får till uppgift att leda utredningen. 

## Produktion
Filmen spelades bland annat in i Helsingfors och Stockholm. Moskva var i stort sett stängt för västerländska filmteam på den tiden. Kulissen för KGB:s vackra kontor var således inte ett gammalt ryskt adelspalats utan praktsalen i Schönfeldtska huset vid Schönfeldts gränd i Stockholm.